# Dakin-Reaktion
Die Dakin-Reaktion oder auch Dakin-Oxidation ist eine Namensreaktion der organischen Chemie, sie wurde 1909 zum ersten Mal von Henry Drysdale Dakin vorgestellt und wird genutzt, um zweiwertige Phenole aus 2- oder 4-Hydroxybenzaldehyd zu synthetisieren. Statt des substituierten Benzaldehyds können auch Hydroxy-sustituierte Arylketone als Edukt eingesetzt werden.

Übersicht der Dakin-Reaktion bei der durch Einwirkung von Wasserstoffperoxid aus einem aromatischen Aldehyd (oben) oder Keton (unten) in basischem Medium (Natronlauge) eine phenolische Hydroxygruppe gebildet wird; R bezeichnet eine Alkylgruppe bei Arylketonen oder ein Wasserstoffatom bei Arylaldehyden.

Die Hydroxygruppe im Edukt kann auch durch andere Substituenten mit einem +M-Effekt am Ring ersetzt sein, z. B. eine Aminogruppe. Außerdem kann diese Gruppe sowohl in ortho- als auch in para-Stellung zu der Carbonylgruppe stehen. Die Dakin-Reaktion ist ein Spezialfall der Baeyer-Villiger-Oxidation.

## Mechanismus
Die Reaktion läuft wie oben beschrieben mit jeder funktionellen Gruppe mit +M-Effekt ab, hier soll der Mechanismus jedoch exemplarisch nur mit einer Hydroxygruppe gezeigt werden. Außerdem kann der Rest sowohl in ortho- als auch in para-Stellung stehen, im Mechanismus wird dies jedoch nur exemplarisch für die para-Stellung demonstriert. 

Mechanismus der Dakin-Reaktion; R bezeichnet ein Wasserstoffatom, oder einen Alkylrest.

Zunächst wird die Hydroxygruppe des  Arylketons (R = Organylgruppe) oder des Arylaldehyds (R = H) in 1 unter Bildung des Phenolats 2 deprotoniert. Unter Einwirkung von Wasserstoffperoxid in alkalischem Medium bildet sich das Hydroperoxid 3, das sich in das chinoide Epoxid 4 umlagert. Unter Rearomatisierung entsteht der Ester 5. Die alkalische Verseifung von 5 liefert über die Zwischenstufe 6 eine Carbonsäure und das 1,4-Diphenolat 7. Die stufenweise Protonierung von 7  liefert schließlich Hydrochinon (9).